# Hvis lyset tar oss
Hvis lyset tar oss è il terzo album discografico di Burzum. Composto e registrato nel 1992, fu pubblicato nel 1994, mentre Varg Vikernes era in prigione.

## Il disco

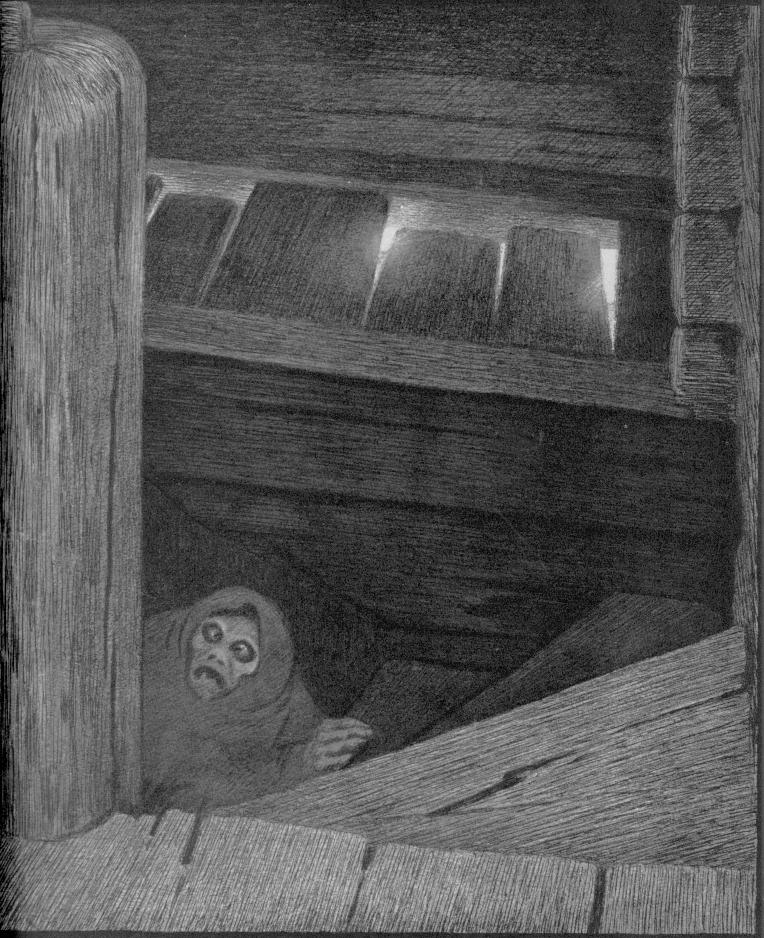
La Peste sulle scale, opera di Theodor Kittelsen raffigurata sul retro di copertina dell'album.

L'opera si presenta come una mediazione tra i due estremi che caratterizzano la produzione di Vikernes: il violento black metal e la musica ambient che caratterizzerà le produzioni di Burzum in prigione (Dauði Baldrs e Hliðskjálf). I primi tre brani sono black metal con un sottofondo ambient (la violenza sonora aumenta in particolare nella seconda canzone, che dà il titolo all'album e che si caratterizza per una maggiore forza dei blast beat), mentre la quarta (Tomhet in italiano "vuoto") è un brano interamente ambient.
Secondo lo stesso Vikernes, Hvis lyset tar oss è un concept album che tratta:
I testi si spostano su meditazioni esistenziali, pessimistiche e romanticheggianti, divise tra una percezione della vuotezza e inconsistente nullità della vita umana, e visioni oniriche. Vikernes ricorre minormente a figure simboliche (come il "Saggio" nel precedente lavoro, o le figure mitologiche) compiendo più che altro riflessioni di carattere universale (ed è soprattutto il caso del brano d'apertura Det som en gang var). Da molti critici è ritenuto uno dei più grandi album di black metal, grazie alla sua capacità di superarne i confini pur obbedendo ai suoi canoni. Secondo le parole del suo autore, questo è il suo album preferito.

### Registrazione
Hvis lyset tar oss è stato registrato nel settembre 1992 nel Grieghallen Lydstudio di Bergen. È stato prodotto dallo stesso Varg Vikernes e da Eirik "Pytten" Hundvin, il proprietario dello studio Grieghallen. Lo stesso Vikernes afferma che gli ci vollero solo dalle venti alle trenta ore per registrare tutto alla prima ripresa tranne la traccia di batteria per il brano Hvis lyset tar oss.

### Descrizione dei brani

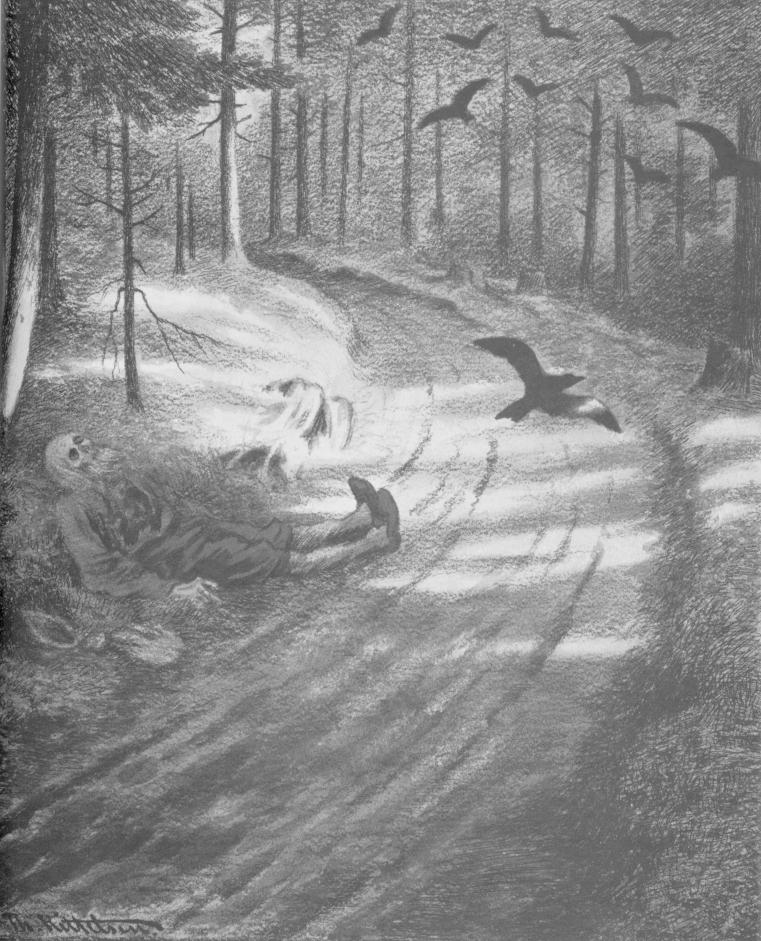
Il Povero, l'opera di Theodor Kittelsen raffigurata sulla copertina dell'album.

#### Det som en gang var
La traccia è stata descritta come un "inno black metal" con il suo riff di chitarra metal accompagnato da una nostalgica melodia elettronica al sintetizzatore. La voce in screaming arriva solo dopo quattro minuti e dopo otto minuti il tono della chitarra diventa più forte, più nitido e più prominente. La voce è stata descritta come "un urlo terribile che dialoga con i temi della tastiera maestosi mentre la chitarra rimane in sottofondo". Uno dei riff principali nel brano è stato successivamente utilizzato nella canzone dei Gorgoroth An Excerpt of X dall'album Incipit Satan (2000).

#### Hvis lyset tar oss
Rispetto al suo predecessore sull'album, questo brano è significativamente più grezzo. A partire da riff caotici e batteria martellante sfocia successivamente in una sorta di melodia per poi tornare infine al caos iniziale.

#### Inn i slottet fra droemmen
Una traccia che inizia in modo caotico con un ritmo di batteria martellante e trova il suo vero tema melodico mentre un'altra chitarra si fa lentamente spazio all'interno della canzone.

#### Tomhet
Unica traccia ambient dell'album, che per la maggior parte è sorretta esclusivamente da tastiere. Solo dopo 10 minuti entra un tamburo sottostante. Il pezzo è stato descritto come "una silenziosa sonata elettronica che avrebbe potuto essere composta per una sessione di meditazione New Age".

### Copertina
La copertina dell'album è costituita da una incisione dell'artista norvegese del XIX secolo Theodor Kittelsen intitolata Fattigmannen. Vikernes dedicò l'album a Fenriz del gruppo black metal norvegese Darkthrone e a "Demonas", un possibile riferimento a Demonaz degli Immortal.

## Pubblicazione
Il disco fu pubblicato nel maggio 1994 in diversi formati: CD limitato a 1000 copie per Misantrophy; CD digipack per Misantrophy; LP gatefold con disco color marmo, limitato a 2000 copie per Misantrophy; LP limitato a 2000 copie ristampato nel 2005 per la Back on Black. Nel 2010 è stato infine ristampato dalla Byelobog Productions.
Le copie promozionali del disco inviate alle fanzine includevano il brano Et hvitt lys over skogen al posto di Tomhet. L'album è stato pubblicato come prima uscita della Misanthropy Records (n. cat. AMAZON 001) in Inghilterra e seconda uscita dell'etichetta di proprietà di Vikernes, la Cymophane Productions (EYE 002) in Norvegia. La traccia Et hvitt lys over skogen è stata inclusa nel 1998 nella compilation Presumed Guilty della Misanthropy Records e in vari bootleg.
All'epoca della pubblicazione dell'album, Vikernes aveva diversi problemi con la giustizia in quanto era sotto custodia con l'accusa di omicidio e incendio doloso. Ciò significò che nessuna casa discografica affermata era interessata a pubblicare il suo materiale. Originariamente, Vikernes aveva pianificato di gestire l'uscita dell'album da solo attraverso la sua Cymophane Productions, ma a causa della sua detenzione in carcere questo non fu possibile. Per protestare contro il fatto che Vikernes non fosse in grado di pubblicare il suo album, un fan fondò addirittura l'etichetta discografica Misanthropy Records, con l'unico scopo di pubblicare Hvis lyset tar oss che divenne così il primo album pubblicato dall'azienda. La Misanthropy ha successivamente pubblicato tutti gli album seguenti di Burzum e diversi album di In the Woods..., Ved Buens Ende e Mayhem.

## Accoglienza
| Recensione            | Giudizio |
| --------------------- | -------- |
| AllMusic              | [ 8 ]    |
| Sputnikmusic          | [ 9 ]    |
| Piero Scaruffi        | [ 7 ]    |
| Metallized.it         | 99/100   |
| Truemetal.it          | 92/100   |
| Rockandmetalinmyblood | [ 12 ]   |

Hvis lyset tar oss è stato descritto nelle recensioni come un classico black metal e una pietra miliare di questo genere musicale, mentre la traccia d'apertura Det som en gang var è stata definita "un'epopea black metal". Il recensore Channing Freeman di sputnikmusic ha scritto a proposito di Hvis lyset tar oss: "Hvis lyset tar oss mostra il genere nella sua forma più pura. Mentre band come gli Ulver hanno portato alla gente una musica con un suono più leggero e ispirato, con passaggi acustici e vocalmente puliti, Vikernes ha scelto una strada più dura, senza compromessi. I primi tre brani di questo album sono alcune delle canzoni più brutali e inconciliabili che io abbia mai ascoltato".
Lo stesso Vikernes dichiarò che l'album era il suo preferito tra quelli di Burzum: «Questo album è il primo in cui ho suonato musica, invece di suonare solo strumenti diversi... ». Per lui la tematica del disco rappresentava la "peste spirituale", e cioè il Cristianesimo o "giudaico-cristianesimo", che egli derise in modo definitivo: «Ho usato un'illustrazione tratta dalla collezione Svartedauen di Kittelsen per la copertina di Hvis lyset tar oss, perché quell'album parla della "morte nera" spirituale, comunemente nota come giudeo-cristianesimo» (notare che la "morte nera" è il nome che i norvegesi diedero alla peste che spazzò via quasi metà della popolazione norrena nel 1350).
Dopo aver ignorato Burzum per anni a causa dell'ideologia di Vikernes e dell'omicidio di Øystein "Euronymous" Aarseth, la rivista rock tedesca Rock Hard ha classificato l'album al quinto posto tra i "25 album black metal più importanti di tutti i tempi". Il redattore Wolf-Rüdiger Mühlmann ha descritto la canzone Det som engang var come "l'epopea black metal più triste, persa, misantropica e senza speranza di tutti i tempi" e l'album come "pioniere (involontario) del cosiddetto black metal suicida".
Nel 2010 Hvis lyset tar oss è stato inserito in 37ª posizione nella lista dei "Migliori album Black Metal secondo la rivista Decibel". Nel 2017 l'album è stato inserito in 8ª posizione nella lista dei "Migliori album Black Metal secondo Loudwire".

## Tracce
1. Det som en gang var – 14:21
2. Hvis lyset tar oss – 8:05
3. Inn i slottet fra droemmen – 7:52
4. Tomhet – 14:12

## Formazione
- Count Grishnackh (Varg Vikernes) – voce, chitarra, tastiere, sintetizzatore, batteria, basso, produzione
- Pytten – produzione